# واين كيربي
واين كيربي (بالإنجليزية: Wayne Kirby)‏ هو لاعب كرة قاعدة أمريكي، ولد في 22 يناير 1964 في ويليامزبرغ في الولايات المتحدة.

## وصلات خارجية
- واين كيربي على موقع دوري كرة القاعدة الرئيسي (الإنجليزية)
- واين كيربي على موقعبيزبول رفرنس.كوم (الدوري الرئيسي) (الإنجليزية)
- واين كيربي على موقعبيزبول رفرنس.كوم (الدوري الثانوي) (الإنجليزية)
- واين كيربي على موقع إي إس بي إن.كوم (أم.أل.بي) (الإنجليزية)
- واين كيربي على موقع مشجعي الرسوم البيانية (الإنجليزية)